# Brits voetbalelftal (mannen)
Het voetbalelftal van het Verenigd Koninkrijk is een team van voetballers dat het Verenigd Koninkrijk vertegenwoordigt bij vriendschappelijke en gelegenheidswedstrijden. Het voetbalelftal wordt niet erkend door de FIFA en de UEFA, omdat de vier gebieden uit het Verenigd Koninkrijk hun eigen nationale elftallen hebben: het Engels, het Schots, het Welsh en het Noord-Iers elftal. Het Verenigd Koninkrijk is dus uitgesloten van deelname aan het WK en het EK.
Wel is het lid van het IOC en kan het theoretisch deelnemen aan de Olympische Spelen, hoewel vertegenwoordigd door het Brits olympisch voetbalelftal. Ook is er een voetbalploeg die het Verenigd Koninkrijk als geheel vertegenwoordigt op het toernooi van de Universiade.

## Olympische Spelen
Bij de Olympische Spelen neemt het Verenigd Koninkrijk als geheel deel en niet de afzonderlijke gebieden. De FIFA laat een Brits voetbalelftal alleen tot het Olympisch voetbaltoernooi toe als alle vier de bonden hun toestemming geven.
Omdat de Schotse, Welshe en Noord-Ierse voetbalbonden vrezen dat daarmee hun onafhankelijkheid in gevaar komt geven ze die toestemming niet. Een uitzondering werd uiteindelijk gemaakt voor 2012 toen de Spelen in eigen land plaatsvonden.

## Universiade
Voetbal is een van de sporten die beoefend worden tijdens de Universiade. Op dit multisportevenement is het Verenigd Koninkrijk vertegenwoordigd door een selectie bestaande uit universiteitsstudenten. De studenten zijn vaak betaald voetballers, uitkomend voor clubs in gerespecteerde competities zoals de Engelse Conference National of de Schotse Third Division. Het Brits voetbalelftal behaalde tweemaal een medaille: een zilveren medaille in 2011 en een bronzen medaille in 1991.

## Wedstrijden
Buiten de wedstrijden op de Olympische Spelen en de Universiade, is er twee keer een gelegenheidselftal samengesteld met de beste spelers uit alle vier de Britse gebieden. Beide keren werd tegen de rest van Europa gespeeld. De eerste keer was in 1947 ter gelegenheid van de terugkeer van de vier Britse voetbalbonden bij de FIFA, de tweede keer in 1955 ter viering van het 75-jarig jubileum van de Noord-Ierse voetbalbond.
|                                                                    |                                                                     |       |             |                                                                           |
| 10 mei 1947 15:00 (UTC) Terugkeer Britse voetbalbonden bij de FIFA | Verenigd Koninkrijk                                                 | 6 – 1 | Europa      | Hampden Park, Glasgow Toeschouwers: 135.000 Scheidsrechter: George Reader |
| 10 mei 1947 15:00 (UTC) Terugkeer Britse voetbalbonden bij de FIFA | Mannion 22', 33' (pen.) Steel 35' Lawton 37', 82' Parola 74' (e.d.) |       | 24' Nordahl | Hampden Park, Glasgow Toeschouwers: 135.000 Scheidsrechter: George Reader |

|                                                                        |                     |       |                                        |                                            |
| 13 augustus 1955 15:00 (UTC) 75-jarig jubileum Noord-Ierse voetbalbond | Verenigd Koninkrijk | 1 – 4 | Europa                                 | Windsor Park, Belfast Toeschouwers: 35.000 |
| 13 augustus 1955 15:00 (UTC) 75-jarig jubileum Noord-Ierse voetbalbond | Johnstone 25'       |       | 27' Vincent 77', 87', 88' (pen.) Vukas | Windsor Park, Belfast Toeschouwers: 35.000 |